# Magistralni put 26
Die Magistralni put 26 ist eine Bundesstraße in Serbien. Sie beginnt in der serbischen Hauptstadt Belgrad und führt in westlicher Richtung über Obrenovac, Šabac und Loznica bis nach Mali Zvornik an der serbisch-bosnischen Grenze.